# Lebaudy (Luftschiff)
Die Lebaudy war ein im Jahr 1902 gebautes halbstarres französisches Luftschiff. Es stellte einen Höhenweltrekord auf und wurde das erste Luftschiff der Welt in militärischen Diensten. Manche Veröffentlichung nennt den geläufigen Spitznamen Le Jaune („Der Gelbe“) als Taufnamen des Luftschiffs.

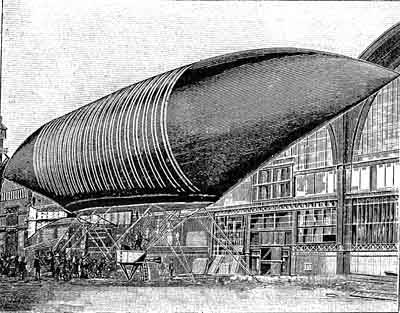
Die Lebaudy vor dem Palais de machines auf dem Champ de Mars (November 1903)

## Geschichte
Die Brüder Paul und Pierre Lebaudy galten um das Jahr 1900 als Frankreichs bedeutendste Zuckerfabrikanten. Sie betrieben unter anderen eine große Zuckerraffinerie in Moisson nordwestlich von Paris. Beeinflusst von der rasanten Entwicklung der Autoindustrie, verlegten sie und Henri Julliot, der technische Direktor ihres Unternehmens Lebaudy Frères, ihr Interesse auf die Luftfahrt.
Am Ortsrand von Moisson wurde ab August 1901 ein Luftschiffhangar errichtet. Nach vielen Vorversuchen ließen die Brüder die Teile ihres Luftschiff im Jahr 1902 durch den Konstrukteur Édouard Surcouf bauen und montierten sie in ihrem Hangar.

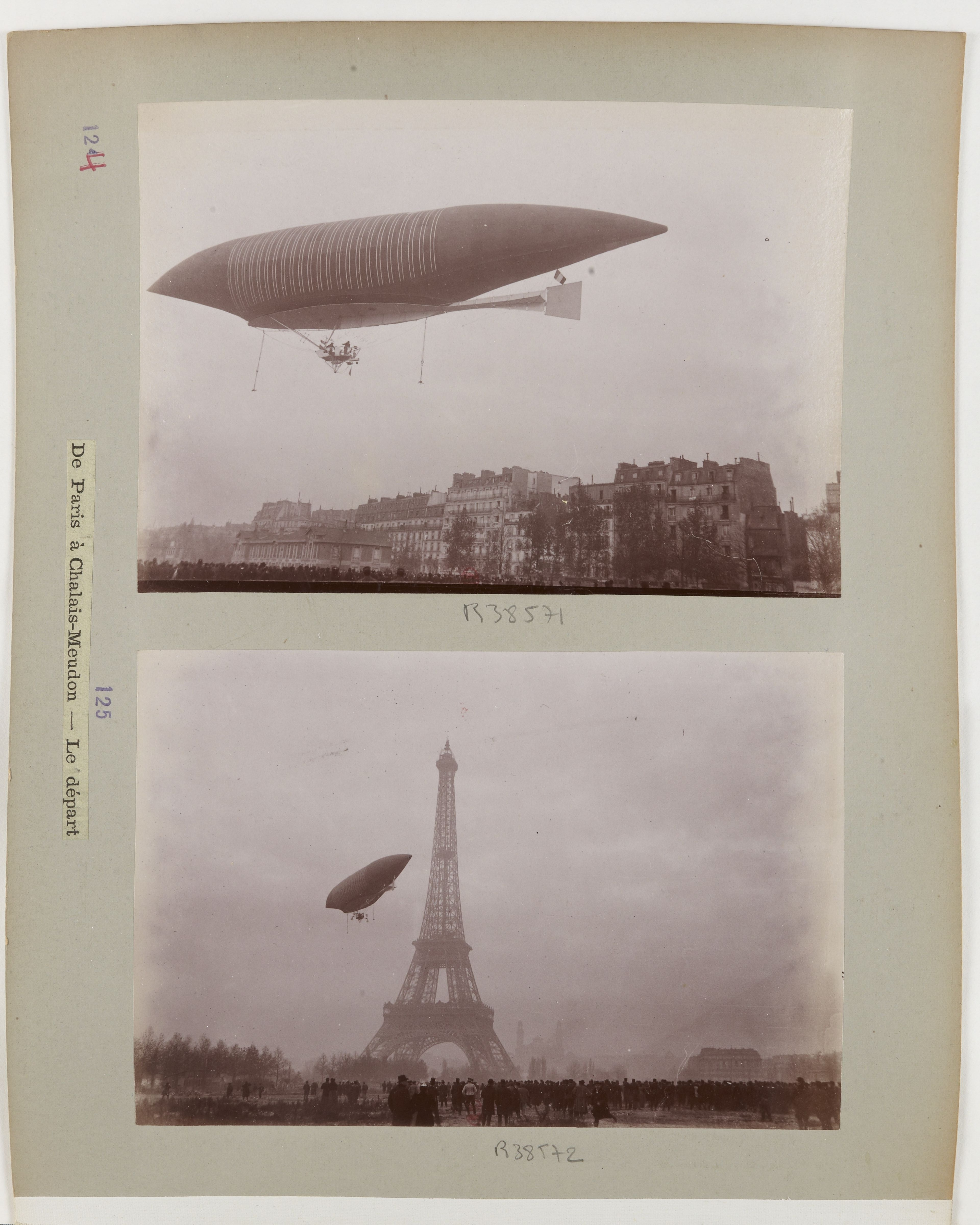
Die Lebaudy über Paris (20. November 1903)

Von November 1902 bis Ende 1903 machte die Lebaudy aufgeteilt in vier Kampagnen insgesamt 33 Fahrten zunehmender Länge in der Umgebung von Moisson. Dazwischen wurde jeweils die Ballonfüllung aus Wasserstoffgas abgelassen, das Luftschiff genau inspiziert und verbessert. Die Stammbesatzung bestand aus dem Piloten Georges Juchmès, der sich später auch als Konstrukteur betätigte, sowie dem Bordingenieur Antoine Rey. Nach einer Fahrt am 13. November 1903 landete die Lebaudy erstmals in Paris auf dem Champ de Mars und wurde bis zum 19. November im Palais de machines zur Schau gestellt. Von Paris fuhr das Luftschiff am nächsten Tag zur Armeeballonversuchseinrichtung in Chalais-Meudon. Bei der Landung krachte es wegen eines Kommunikationsproblems mit der Haltemannschaft in eine Baumgruppe. Die Ballonhülle wurde schwer beschädigt, Besatzung und Motor waren unversehrt.
Da eine Reparatur langwierig werden würde und der Winter bevorstand wurde die Lebaudy komplett demontiert und ihre Teile nach La Villette in eine zur Ballonwerkstatt umfunktionierte Dependance der Zuckerraffinerie Lebaudy gebraucht. Der mechanische Teil des Luftschiffs wurde im Juni 1904 auf dem Wasserweg von La Villette nach Moisson gebracht, die neu konstruierte Ballonhülle im Juli.
Am 4. August 1904 begann die teilerneuerte Lebaudy ihre fünfte Kampagne. Bei der zwölften Fahrt am 28. August verhinderte der auffrischende Sturm die Rückkehr zum Hangar. Böen rissen das nach einer Landung an einem Waldrand von seiner Besatzung mit den Halteleinen an zwei Bäume gebundene Luftschiff los. Es trieb mit hoher Geschwindigkeit 70 km weit westwärts und blieb schließlich zwischen Lisieux und Bernay mit dem Bug nach oben an einer Eiche hängen. Von zahlreichen Schaulustigen umringt wurde die fast unbeschädigte Lebaudy zerlegt. Zum Rücktransport nach Moisson diente ein Konvoi von Pferdekarren.
Ab Oktober erfolgten neue Fahrten der wieder zusammengebauten Lebaudy. Als Test der neuen Scheinwerfer erstmals auch bei Nacht. Am 20. November fand die 23. Fahrt des Jahres statt. Auf dem Salon d’Automobiles 1904 wurde ein 1,5 m langes Modell der Lebaudy ausgestellt.

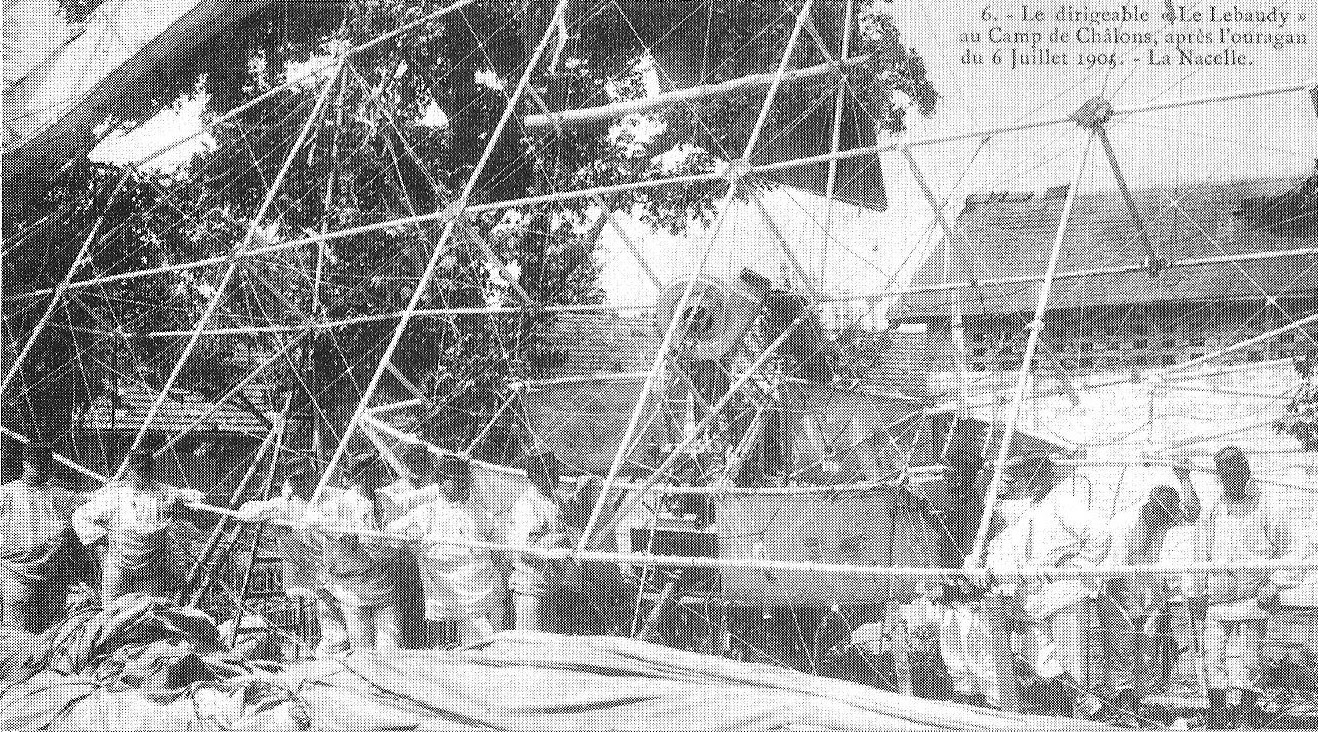
Trümmer der Lebaudy im Juli 1905

Im Juli 1905 boten die Brüder Lebaudy ihr Luftschiff dem französischen Militär an. Ab dem 3. Juli fanden Testfahrten statt. Am 6. Juli wurde die Lebaudy in Châlons offiziell der Armee übergeben. Damit wurde es das erste Luftschiff der Welt im militärischen Dienst. In der folgenden Nacht wurde es durch einen Windstoß in eine Baumreihe gedrückt und die Hülle zerrissen.
Die Luftschifftrümmer wurden zur Instandsetzung nach Toul geschafft. Hier war ein provisorischer Hangar hergerichtet worden.
Nach der mit einigen Veränderungen erfolgten Wiederherstellung erfolgte im Oktober und November eine Reihe von Testfahrten. Dabei erzielte das Luftschiff am 10. November mit 1375 m einen Höhenweltrekord. Anschließend erhielten die Lebaudys die Lebaudy zurück. Das Militär bestellte bei ihnen ein Luftschiff gleicher Bauart, die Patrie.
Die Lebaudys boten ihr in Toul eingelagertes Luftschiff am 8. Dezember dem neuen Kriegsminister Eugène Étienne an und verkauften es für 80.000 Francs an die französische Armee.
Die Lebaudy wurde 1908 dem später gelieferten Luftschiff République technisch angeglichen. Nach dem Verlust der République diente die Lebaudy in Chalais-Meudon der Luftschifferausbildung. Sie wurde bis 1910 eingesetzt und 1912 verschrottet.

## Beschreibung

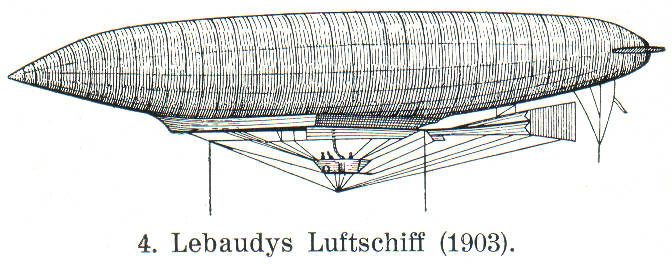
Silhouette der Lebaudy

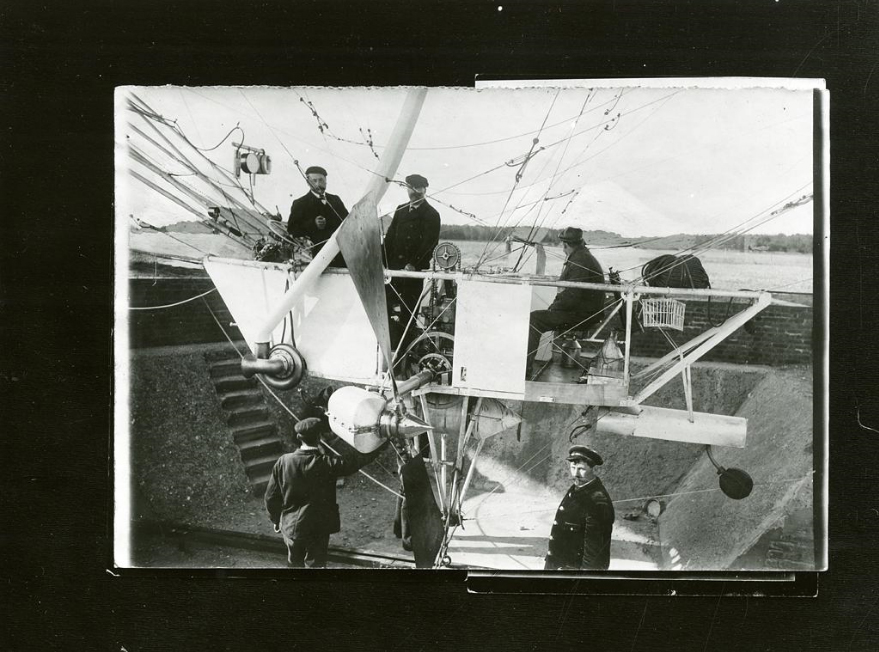
Gondel eines Lebaudy-Luftschiffs (um 1905)

### Lebaudy
Eine Neuerung der Lebaudy gegenüber anderen Luftschiffen war eine Plattform aus Stahlrohren, die mit der Unterseite der Ballonhülle verschnürt war. Unter der Plattform hing die aus Stahlrohr gebaute kompakte Gondel. Die Gondel bot Platz für drei Personen und den 370 kg schweren Motor. Der 40 PS starker „Mercedes“-Vierzylinder trieb zwei Propeller an den Seiten der Gondel zu 1200 min−1 an. Seiten- und Höhenruder waren am Heck der Plattform befestigt.
Ballonetts mit 300 m³ Volumen waren im und hinter dem Zentrum der Ballonhülle eingebaut.
Die 1902 von Surcouf gefertigte Hülle bestand aus zwei Lagen von Continental geliefertem mit vulkanisiertem Kautschuk beschichteten Baumwollstoff. Die Außenseite war mit Parisergelb gefärbt. Diese später bei vielen Luftschiffen genutzte gut deckende, lichtbeständige Farbe sollte die empfindlichen Kautschukschichten der Hülle vor Sonnenstrahlung schützen.

### Lebaudy-1bis
Zur Saison 1903 verstärkte man die Aufhängung der Gondel an der zentralen Plattform. Das Luftschiff erhielt eine neue verbesserte Ballonhülle. Sie wurde maschinell aus etwa 1400 viereckigen Stücken zusammengenäht. Trotz des auf 2285 m³ vergrößerten Volumens wog die Hülle bei 55 m Länge weniger als 600 kg.

### Lebaudy-2
1904 erhielt die Lebaudy Azetylenscheinwerfer für mögliche Nachteinsätze. Es gab ein auf 500 m³ vergrößertes Ballonett und erneut eine neue Ballonhülle. Die 550 kg schwere Hülle hatte bei 58 m Länge und 9,80 m Durchmesser ein Volumen von 2666 m³. Eine zusätzliche innere Kautschukschicht sollte die Hülle vor bei der Lebaudy-1bis beobachteten Schäden durch Verunreinigungen der Wasserstofffüllung schützen. Zur leichteren Leckerkennung versetzte man das Gas mit dem Geruchsstoff Benzoat.

### Lebaudy-3

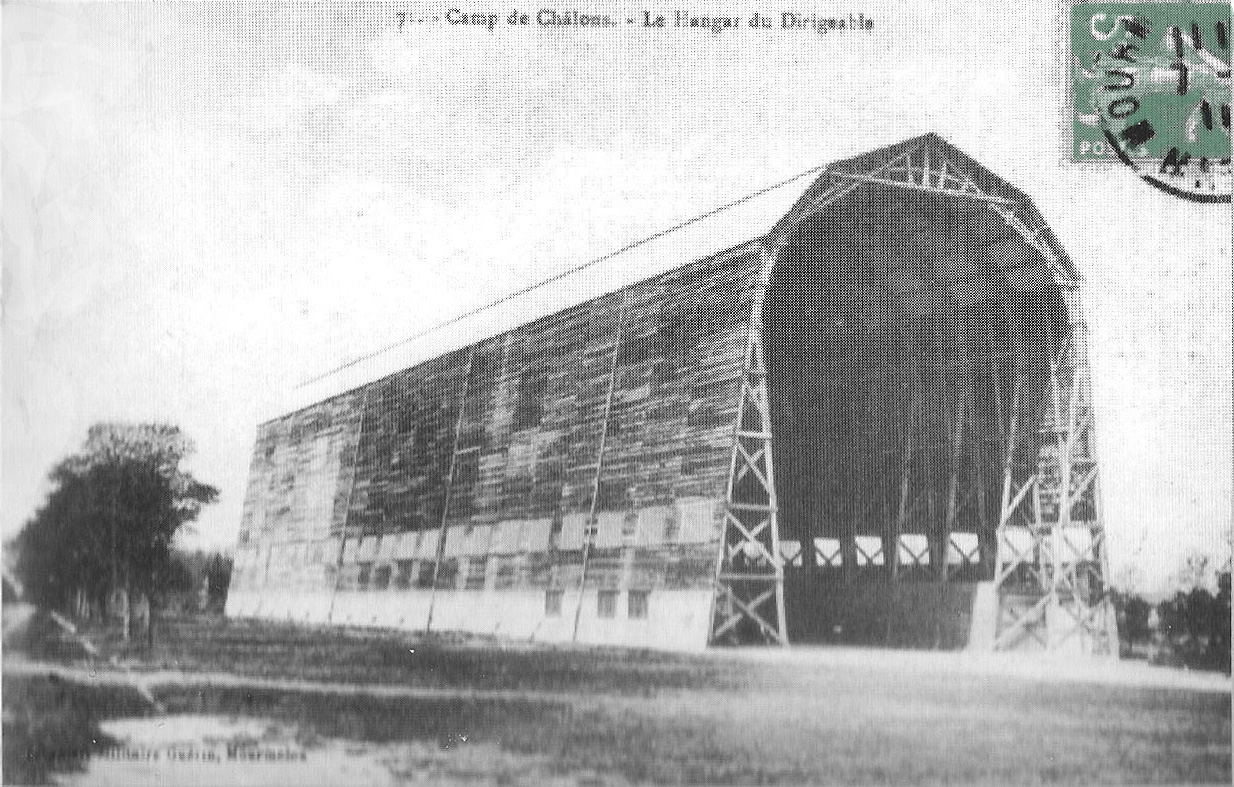
Zerlegbarer Hangar der Lebaudy in Châlons (1911)

Nach seinem Unfall im Juli 1905 wurde das Luftschiff in Toul wieder aufgebaut. Ein neuer Motor leistete 50 PS. Die neue 56,5 m lange Ballonhülle hatte bei 10 m Durchmesser ein Volumen von 2950 m³. Die Hülle bestand nun aus drei Lagen Stoff. An ihrem Heck war ein kreuzförmiges Leitwerk angebracht.

### Lebaudy-IV
Die Lebaudy wurde 1908 durch Umbau an die Technik der Patrie und Republique angenähert. Der neue Motor war ein 70 PS starker Panhard & Levassor. Bei 61 m Länge und 10,3 m Durchmesser hatte die neue Hülle ein Volumen von 3300 m³.

## Spitzname
Die Lebaudy erhielt wegen ihrer erstmals mit Parisergelb gefärbten Ballonhülle den Spitznamen Le Jaune („Der Gelbe“). Da in Frankreich auch später gebaute andere Luftschiffe diese Farbe hatten, wurde Les Jaunes („Die Gelben“) in Pressetexten der Folgejahre zu einem Synonym für französische Luftschiffe.